# Hits+
Hits+ je druga pomembnejša kompilacija z največjimi uspešnicami avstralske pevke Kylie Minogue, izdana 7. novembra 2000 preko založbe Deconstruction Records. Kompilacija je bila zadnje delo Kylie Minogue, izdano preko te založbe, saj je kasneje podpisala pogodbo z založbo Parlophone in še istega leta izdala album Light Years (2000). Kompilacijo so izdali kot drugo pomembnejšo kompilacijo Kylie Minogue, vendar je bila zaradi pomanjkanja promocije precej neuspešna, vseeno pa je z 62.000 prodanimi izvodi v Združenem kraljestvu prekosil prodajo albuma Impossible Princess.
Album je zasedel eno od prvih petdesetih pesmi na britanski glasbeni lestvici, ni pa se uvrstil na avstralsko. Kylie Minogue je bila nad rezultatom kompilacije »zelo razočarana«; menila je, da se je njena bivša založba za izid kompilacije odločila le zato, da bi od nje »iztržila še zadnje«.

## Ozadje
Kylie Minogue je oznanila, da bo izdala kompilacijo s pesmimi, ki jih je izdala pod okriljem založbe Deconstruction Records. Albumu so nadeli naslov Hits+. Preden so izbrali pravo naslovnico za kompilacijo, so jo nekajkrat zamenjali. Pesem »If You Don't Love Me« je v originalu posnela britanska glasbena skupina Prefab Sprout za njihov album A Life of Surprises (1992). Celotno pesem »Take Me with You« spremlja ritem bobnov, ki so mnoge kritike spominjali na bobne iz pesmi »Path of the Right Love« (1996) Glorie Estefan z njenega albuma Destiny; vseeno pa tega niso nikoli uradno potrdili.

## Sestava
Kompilacija je sestavljena iz pesmi z albumov Kylie Minogue in Impossible Princess. Kompilacija je vključevala vseh sedem singlov, ki jih je izdala preko založbe Deconstruction Records, z izjemo pesmi »Cowboy Style«, ki so jo kot singl izdali le v Avstraliji. Mednarodna izdaja kompilacije Hits+ je vključevala petnajst pesmi, ameriška in kitajska izdaja pa le štirinajst, saj tamkaj niso izdali tudi pesmi »This Girl«.

## Sprejem kritikov
Kljub temu, da komercialno ni bila najuspešnejša, je kompilacija s strani glasbenih kritikov prejela predvsem pozitivne ocene. Mnogi so pohvalili zbirko vseh pomembnejših pesmi Kylie Minogue, izdanih preko založbe Deconstruction Records. Mackenzie Wilson s spletne strani Allmusic je kompilaciji dodelila pozitivno oceno. V svoji oceni je napisala: »Da bi povečala njeno popularnost v Združenih državah Amerike, založba Arista Records zgodaj leta 2002 izdaja kompilacjo Hits+. To delo vključuje vse vrhunce z njene kariere, s katerimi je Kylie Minogue postala ljubica neodvisne glasbene scene v Evropi sredi devetdesetih z njenim po njej sami poimenovanim albumom in albumom Impossible Princess. Morda ameriškim oboževalcem to ne bo tako všeč, vendar je to gradivo veliko zabavnejše in hkrati tudi temnejše kot njena uspešnica z albuma Fever, 'Can't Get You Out of My Head'. Vendar je vseeno stilsko zelo izpopolnjena. Kompilacija Hits+ je popolna za vsakega oboževalca in hkrati tudi zelo retrospektiva za tiste zelo zavzete oboževalce, ki so še na začetku odkrivanja divjega glasbenega sveta Kylie Minogue.«

## Dosežki na lestvicah
Kompilacija Hits+ je bila za pomembnejšo kompilacijo komercialno precej neuspešna. Na britanski glasbeni lestvici je zasedla enainštirideseto mesto. Ker je tamkaj ostala le en teden, je postala prva kompilacija Kylie Minogue, ki se na tej lestvici ni uvrstila med prvih štirideset pesmi. Album je v Veliki Britaniji prodal 62.000 izvodov in tako vseeno postal uspešnejši od albuma Impossible Princess (1998).

## Seznam pesmi
1. »Confide in Me« – 5:55
2. »Put Yourself in My Place« radijski remix – 4:12
3. »Where Is the Feeling?« remix BIR-a Dolphina – 4:13
4. »Some Kind of Bliss« – 4:14
5. »Did It Again« različica s singla – 4:16
6. »Breathe« radijska različica – 3:40
7. »Where the Wild Roses Grow« skupaj z Nickom Caveom – 3:58
8. »If You Don't Love Me« ^ – 2:11
9. »Tears« ^ – 4:29
10. »Gotta Move On« * – 3:36
11. »Difficult by Design« * – 3:43
12. »Stay This Way« + – 4:35
13. »This Girl« + – 3:08
14. »Automatic Love« akustična različica ~ – 4:24
15. »Where Has the Love Gone?« remix Roacha Motela ~ – 9:26
16. »Take Me with You« ~ – 9:11

^ B-stran 

~ Redko 

* Neizdan demo posnetek z albuma Kylie Minogue'

+ Neizdan demo posnetek z albuma Impossible Princess'